# Vetio Agorio Pretextato

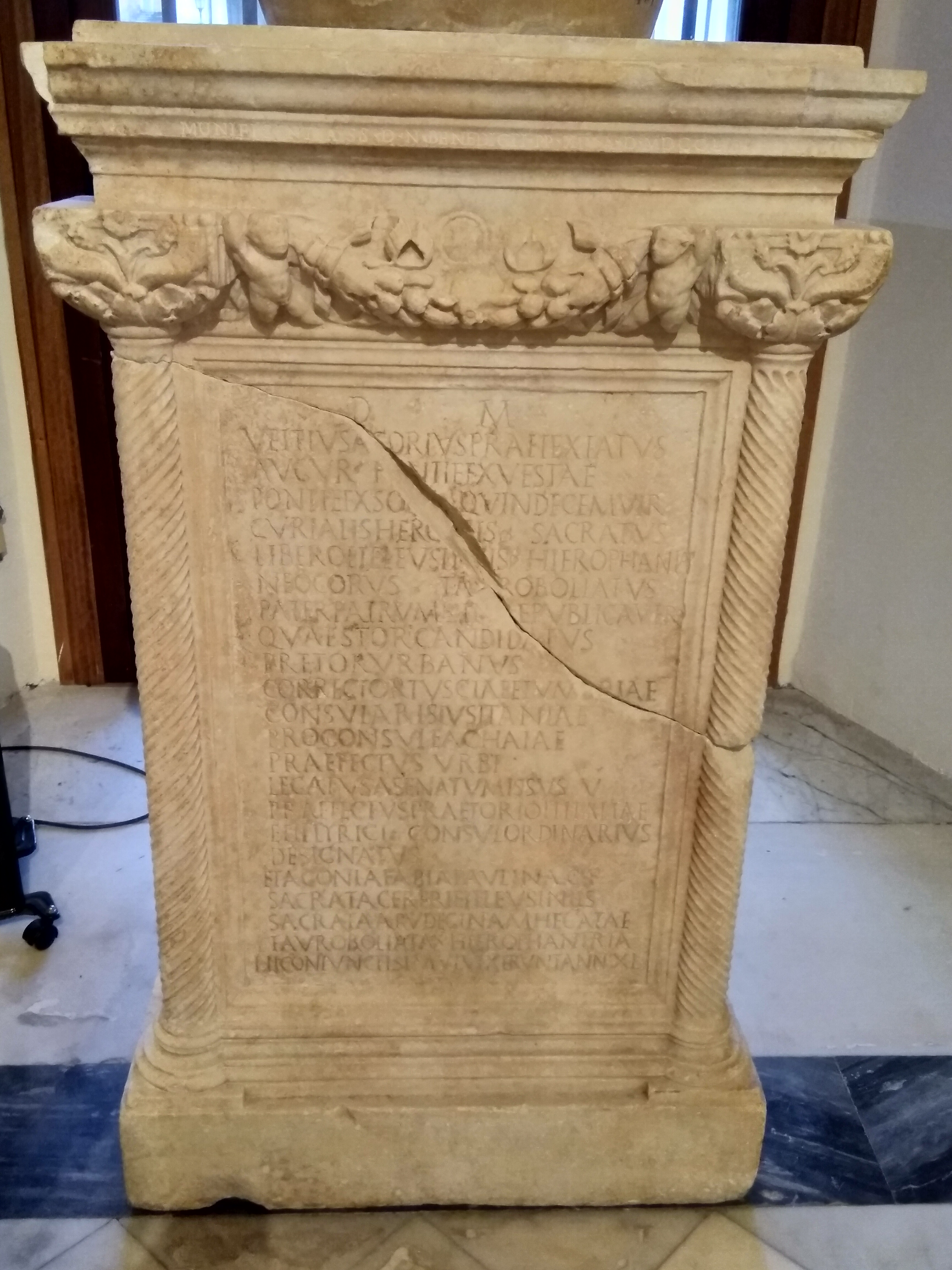
Ara fúnebre de Vetio Agorio Pretextato y de su mujer Aconia Fabia Paulina. Su inscripción en la parte frontal enumera la magistratura civil y religiosa de este prestigioso exponente de la aristocracia senatorial y pagana de la Roma del siglo IV.

Vetio Agorio Pretextato (en latín: Vettius Agorius Praetextatus; c. 315-384) fue un rico aristócrata pagano de familia senatorial en el Imperio Romano del siglo IV, y sumo sacerdote de los cultos a numerosos dioses. Fue uno de los últimos defensores importantes de la religión romana, protegiéndola del avance del cristianismo. Estudioso de la literatura y la filosofía llegó a ser  prefecto del pretorio en la corte del emperador Valentiniano II en 384 hasta su muerte ese mismo año.

## Biografía
Su fecha de nacimiento es desconocida, aunque las fuentes muestran que nació antes de Quinto Aurelio Símaco y Virio Nicómaco Flaviano. También afirman que en el 384, año de su muerte, Pretextato había cumplido 40 años de su matrimonio con Aconia Fabia Paulina. Si Paulina era su primera esposa y si se casaron cuando tenía veinticinco años, como es costumbre entre la aristocracia senatorial, su nacimiento podría estar entre 314 y 319. Según Juan Lido, sin embargo, un 'Pretextato el hierofante' y el filósofo neoplatónico Sopatro de Apamea participaron en la ceremonia del polismós durante la fundación de Constantinopla, alrededor de 330. Como los aristócratas tomaban roles sacerdotales muy jóvenes, es posible que este Pretextato fuera Vetio Agorio, que era Pontifex Vestae. En este caso, habría nacido entre 310 y 324.
En cuanto a la familia de Pretextato, las fuentes no dicen nada, por lo que solo se pueden extraer hipótesis. Cayo Vetio Cosinio Rufino (Praefectus urbi de Roma en 315-316) podría haber sido su padre, tanto por sus nombres como porque siguieron una carrera similar (corrector Tusciae et Umbriae, proconsul Achaiae, pontifex Solis y augur): En la aristocracia senatorial, los hijos a menudo tenían los mismos cargos políticos, administrativos y religiosos que sus padres. Sin embargo, hay muchos años de separación entre sus carreras (Pretextato era praefectus urbi en 367), por lo que se ha propuesto que Cossinio Rufino fuese el padre de Vetio Rufino (cónsul en 323) y este último fuese el padre de Pretextato.
También sabemos que la familia de Pretextato era antigua y noble y, por tanto, poseía una red de relaciones con otros miembros de la aristocracia senatorial, una red que también se usaba para obtener ventajas. Entre sus conocidos estaban Quinto Aurelio Símaco, su padre Lucio Aurelio Avianio Símaco, Virio Nicómaco Flaviano y probablemente los senadores Volusio Venusto y Minervio. Un ejemplo de esta red de relaciones es la boda entre Pretextato y su esposa Aconia Fabia Paulina, celebrada alrededor de 344 (habían estado casados durante 40 años en 384). Paulina, de hecho, era hija de Fabio Aconio Catulino Filomacio, praefectus urbi en 342–344 y cónsul en 349. Tuvieron, al menos, un hijo, recordado en el elogio de su funeral y autor de una inscripción en honor a su padre, fechado poco después de su muerte y encontrada en su hogar en el Aventino. Incluso aunque la mayoría de los historiadores identifican al comisionado de la inscripción con su hijo,  también podría ser obra de una hija, citada por Jerónimo. Finalmente, Vetio Agorio Basilio Mavorcio, cónsul en 527 y con un interés similar en la literatura, podría haber sido su bisnieto.

### Carrera política y religiosa
La tumba de Pretextato y de su esposa Aconia Fabia Paulina, conservada en los Museos Capitolinos, registra su cursus honorum.
Pretextato ocupó varios cargos religiosos: pontifex de Vesta y Sol Invictus y augur. Participó en los cultos de la Magna Mater (tauroboliato), de Mitra (alcanzando el rango de pater sacrorum y desempeñó el papel de pater patrum, que es la autoridad principal del culto mitraico), y de Hécate (hierofante). También fue iniciado en los misterios de Dioniso y los misterios eleusinos de Deméter y Kore (sacratus Libero et Eleusiniis), y participó en los misterios de Isis y Serapis (neocoro). Igualmente, curialis de Hércules y sacerdote de Liber. 
En el campo político fue cuestor , corrector Tusciae et Umbriae, consularis (gobernador) de Lusitania, procónsul de Acaya, praefectus urbi (367-368). En 384 fue prefecto del pretorio de Italia e Iliria, así como cónsul designado para el 385, un puesto que nunca ocupó ya que murió a finales de 384.

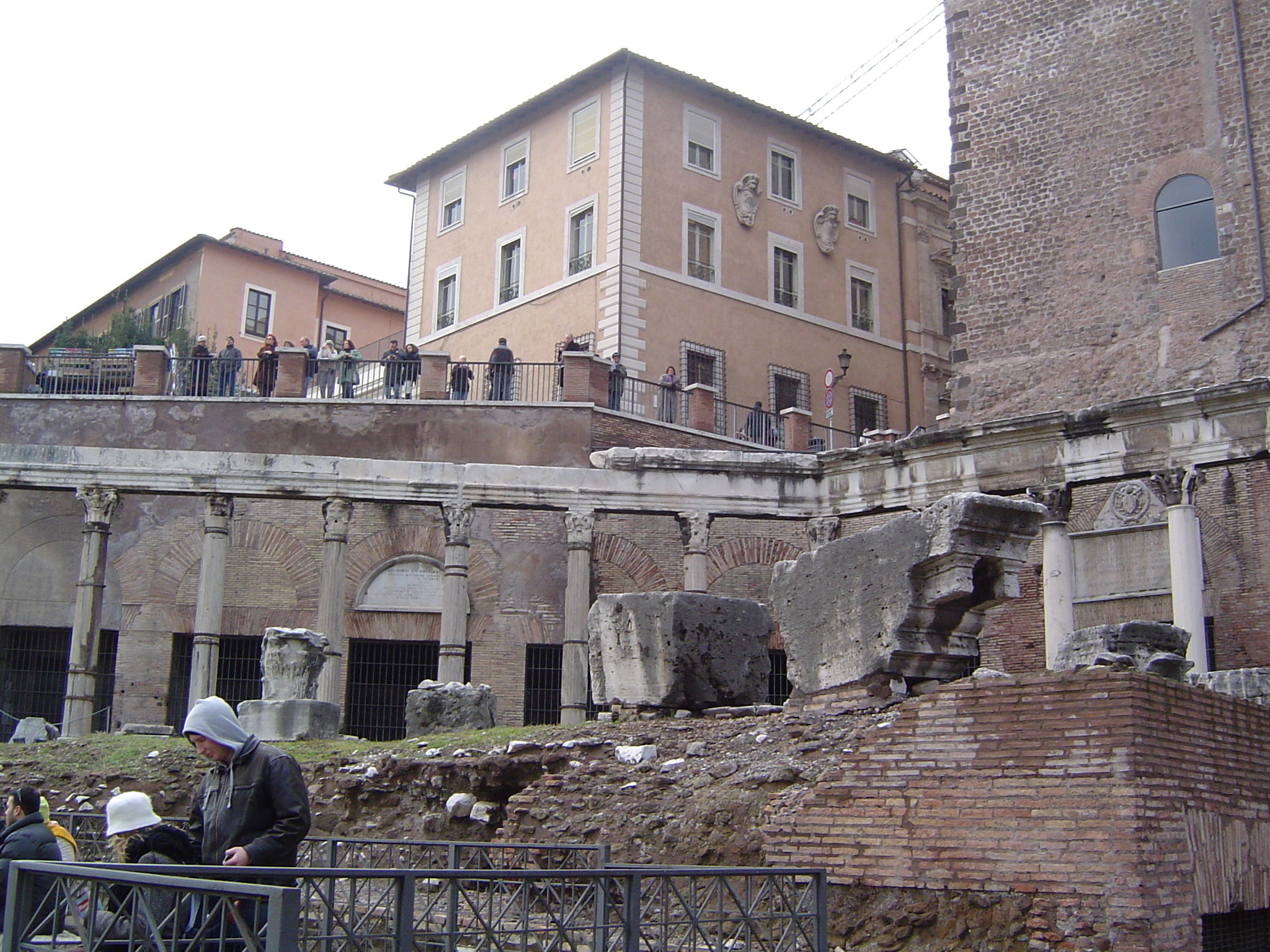
Porticus Deorum Consentium (Pórtico de los Dioses Consejeros) en el Foro Romano que fue restaurado en 367 por Pretextato, que reorganizó también el culto a los Dii Consentes, protectores del senado romano.

En 370, el prefecto Maximino juzgó a varios senadores por supuestas prácticas mágicas. Pretextato dirigió una legación senatorial al emperador Valentiniano I, incluidos Volusio Venusto y Minervio, para pedirle a Valentiniano que renunciase a la tortura de los senadores involucrados en juicios. Los tres estuvieron en presencia del Emperador, quien negó haber dado tal disposición, pero, gracias a la influencia del cuestor Eupraxio, se restauraron los derechos de los senadores.
Mientras ocupaba el cargo de praefectus urbi, devolvió al obispo de Roma, Dámaso I, la basílica de Sicinino e hizo que el otro obispo, Ursicino, fuera expulsado de Roma, restaurando así la paz en la ciudad, e incluso concediendo una amnistía a los seguidores del obispo derrotado. Su justicia fue célebre; había eliminado las estructuras privadas que fueron construidas contra los templos paganos (la llamada maeniana) y distribuidas dentro de la ciudad con pesos y medidas verificadas. También restauró el Porticus Deorum Consentium en el Foro Romano.
Después de su muerte, el Emperador solicitó al Senado romano una copia de todos sus discursos, mientras que las vírgenes vestales le propusieron que se les permitiera erigir estatuas en su honor.

### Apoyo a la religión tradicional romana
Pretextato fue uno de los últimos partidarios políticos de la res divina, la religión romana, en la Antigüedad tardía. Fue particularmente devoto a Vesta, al igual que su esposa. Pretextato era amigo de otra figura importante de la aristocracia pagana, Quinto Aurelio Símaco, con quien intercambió cartas, de las que algunas se han conservado. Según Jerónimo, en referencia al lujoso estilo de vida del Obispo Dámaso I, bromeó con él, "Hazme obispo de Roma y me convertiré en cristiano."
Durante su cargo como procónsul de Acaya, apeló contra un edicto del emperador Valentiniano I emitido en 364, que prohibía los sacrificios nocturnos durante los Misterios: Pretextato sostenía que este edicto hacía imposible que los paganos mantuvieran su fe, y Valentiniano anuló su propio edicto.
En 367, durante su mandato como praefectus urbi, supervisó la restauración del Porticus Deorum Consentium en el Foro Romano, el último gran monumento dedicado a un culto pagano en Roma. Incluso si fuera una simple restauración de estatuas dañadas y una renovación de la adoración, fue una elección simbólica, ya que los Dii Consentes eran los protectores del Senado, y por tanto solían equilibrar el poder del Emperador, siendo significativo que la inscripción no lo mencione. También se ha propuesto que la restauración del culto a los Dii Consentes apelaba a Pretextato como una propagación de "su ideología del numen multiplex" citado en su poema funerario.
Pocos años antes de su muerte, mientras que su amigo Símaco era praefectus urbi, Pretextato llevó a cabo una importante ceremonia, una subida pagana al Capitolium, un evento que fue registrado por Jerónimo: Pretextato subió precedido por los más importantes magistrados, en un acto que aunque no era un triunfo al uso, estaba muy cerca de una ceremonia pagana triunfal.